# Maximilian Mauff
Maximilian Mauff, également Max Mauff, né à Berlin (Allemagne) le 3 juillet 1987, est un acteur allemand.

## Filmographie partielle

### Au cinéma
- 2002 : Das Jahr der ersten Küsse de Kai Wessel
- 2002 : Bastard! de Mirko Borscht
- 2004 : Erbsen auf halb 6 de Lars Büchel
- 2005 : Kombat Sechzehn de Mirko Borscht
- 2005 : Weltverbesserungsmaßnahmen de Jörn Hintzer et Jakob Hüfner
- 2005 : Was ich von ihr weiß de MarenKea Freese
- 2008 : The Reader de Stephen Daldry
- 2008 : La Vague de Dennis Gansel
- 2008 : Berlin Calling de Hannes Stöhr
- 2008 : Absurdistan de Veit Helmer
- 2009 : Männerherzen de Simon Verhoeven
- 2009 : Mensch Kotschie de Norbert Baumgarten
- 2009 : Locked de Oleg Assadulin
- 2012 : Ende der Schonzeit de Franziska Schlotterer
- 2013 : Hannas Reise de Julia von Heinz
- 2014 : Stromberg - Der Film de Arne Feldhusen
- 2014 : Patong Girl de Susanna Salonen
- 2015 : Victoria de Sebastian Schipper
- 2015 : Dina Foxx: Tödlicher Kontakt de Max Zeitler
- 2015 : Le Pont des espions de Steven Spielberg
- 2017 :  Die Unsichtbaren – Wir wollen leben (Les Invisibles – Nous voulons vivre) (de) de Claus Räfle : Cioma Schönhaus

### Séries
- 2015-2018 : Sense8 : Felix Bernner
- 2015 : Homeland